# Studio Max!
Studio Max! was een Belgische tekenstudio opgericht in 1999 door Rik De Wulf en Marc Daniëls. In 2010 werd de studio opgeheven.
In 1999 startte de studio in Meise. De studio breidde zich uit met Steve Van Bael,   ‘Tibo’ Tim Bolssens, Emiel De Bolle en Jos Vanspauwen.
De Wulf en Daniëls hadden de strip Stam en Pilou bedacht voor de jeugdfilatelie van de Belgische Post, die vanaf 2000 in albumvorm werd uitgebracht. De studio verzorgde de productie hiervan. In 2010 verscheen het 25e en laatste album in de reeks. In 2011 kreeg deze stripreeks een stripmuur op het binnenterras van café Het Goudblommeke in Papier in Brussel aan de Rue des Alexiens/Cellebroersstraat.
Tussen 2004 en 2005 bracht de studio de reeks De Planckaerts over de familie van de wielrenner Eddy Planckaert uit.
In 2007 bracht de studio Kamiel in vuur en vlam! uit, een brandpreventiealbum, met het karakter Kamiel Spiessens van cabaretier Chris Van den Durpel.